# Козлодуй (община)
Козлодуй (болг. Община Козлодуй) — община в Болгарии. Входит в состав Врачанской области. Население составляет 23 649 человек (на 15 мая 2008 года).

## Состав общины
В состав общины входят следующие населённые пункты:
1. Бутан
2. Гложене
3. Козлодуй
4. Крива-Бара
5. Хырлец